# Fondue

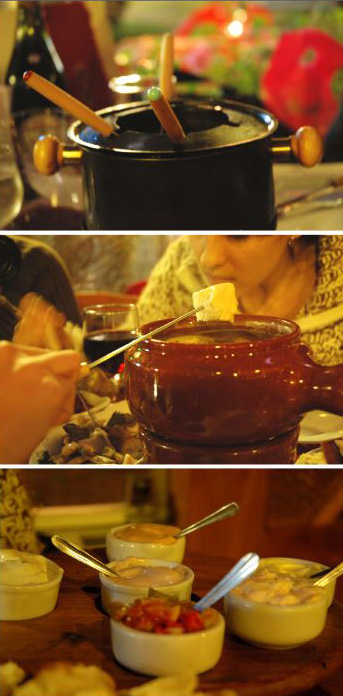
Fondue

Fondue (z francouzského fondue – tavená, vyslovováno jako fondü s německým ü) je původně pokrm ze sýra roztaveného nad ohněm, pocházející ze Savojska a francouzské části Švýcarska. Ve Švýcarsku platí sýrové fondue za národní jídlo.

## Společenské aspekty
Všechny druhy fondue se vyznačují tím, že pokrm není podáván hotový, ale všechny suroviny a nástroje se připraví na stůl ještě syrové. Každý si pak svou porci dochucuje a tepelně připravuje sám. Najednou uvařit, respektive osmažit, lze jen individuálně malé množství, takže stolování může trvat i několik hodin a účastníci mají celou dobu možnost spolu konverzovat.

## Historie
Původ starobylého sýrového fondue není úplně vyjasněn – jak Švýcarsko, tak i Savojsko si dělají nároky na vynález pokrmu se staletou tradicí. Faktem je, že jak švýcarští, tak i francouzští alpští pastýři žili po většinu roku v odloučení od okolního světa. K základním potravinám, které si mohli sami vyrábět, patřil chléb a sýr, takže k vynálezu sýrové fondue nebylo daleko.
Podle jiné verze fondue vynalezli mniši, kteří v době postu nesměli požívat pevné pokrmy, tedy ani sýr, avšak v roztavené formě ho požívat směli, aniž by tím porušili zákaz.
V reklamách i v obecném povědomí se fondue spojuje s pastýři v horách, ve skutečnosti to býval pokrm bohatých lidí ve městech, protože se dělá ze vzácných trvanlivých sýrů, které se pastýři a hospodáři snažili prodat a sami je jedli jen výjimečně.

## Druhy
Dnes se tento pojem užívá pro více pokrmů i z jiných potravin. Prodávají se také hotové směsi na přípravu fondue, avšak u znalců narážejí na výhrady neautentičnosti (stejně, jako ostatní tovární směsi pokrmů).[zdroj?]
Mimo francouzsko-švýcarského fondue ze sýra jsou dnes známé také fondue z masa, fondue z ryb nebo čokoládové fondue, i když se v příslušných nádobách netaví, ale fritují nebo vaří. Přenesení názvu i na tyto pokrmy má spíše kořeny v obdobných nádobách, v nichž se pokrmy připravují, a také v podobném způsobu stolování.
Mimo uvedených čtyř základních druhů fondue existuje mnoho dalších variací. Jmenovat lze zejména čínskou fondue (fondue chinoise), kde se různé druhy masa, ryb, drůbeže a krabů připravují v polévce (bujónu), a velice obdobnou japonskou fondue šabu šabu, kde se na rozdíl od čínské fondue používá zejména více druhů zeleniny, a také hub a tofu.

### Fondue ze sýra
Na sýrové fondue se používá velké množství druhů sýra. Ve Švýcarsku je zvykem míchat dva nebo více druhů, zejména ementál, gruyère, vacherin fribourgeois a appenzeller, ve francouzském Savojsku se pak pro takzvanou fondue savoyarde pak tři druhy sýra – ementál, comté a beaufort. Kombinací však existuje daleko více a jsou oblastně rozličné, zároveň však rozhodující pro výsledek.
Pokrm je připravován ve speciálním hrnci z kameniny (tzv. caquelon), ve kterém se nachází v bílém víně rozpuštěný sýr, ochucený pepřem, česnekem a muškátem, malým množstvím třešňové pálenky, vše dle potřeby zahuštěno (bramborovým) škrobem. Během stolování se kameninová nádoba s touto masou nachází uprostřed stolu nad malým lihovým hořákem (rechaud). Do roztaveného sýra se namáčejí na dlouhých speciálních vidličkách kousky bílé veky (tedy baquette) nebo bílého chleba, ve švýcarském kantonu Fribourg (v kraji kolem Gruyère) se místo veky používají i malé, ve slupce vařené celé brambory napichované na speciální trojzubce.
Jako příloha sýrového fondue se podává například nakládaná zelenina.

### Fondue z masa
Fondue z masa, známá jako fondue bourguignonne, se připravuje z nejlepších částí masa, z vepřového a hovězího filé, jsou známy i variace s drůbežím masem. Pro přípravu u stolu se používá nádoba (hrnec), ve které je rozpuštěn horký dobrý tuk, stojící jako i u předchozí fondue na lihovém hořáku. Kousky rozkrájeného masa se v tuku fritují napíchnuté na dlouhých vidličkách.
Mimo bílé veky a také např. sladkokyselých okurek se k této fondue podávají různé šťávy a remulády, které se v poslední době nepřipravují jen z majonézy, ale z majonézy míchané s jogurtem. Opečené kousky masa se do těchto remulád namáčejí, přičemž existuje veliké množství pikantních receptů, například rajský protlak s česnekem, křen s jablkem, okurka s petrželí a obdobnými bylinkami, kari s ananasem či mangem atp.

### Rybí fondue
Z Asie pochází rybí fondue, v Evropě zatím ne tak rozšířená jako dva předcházející druhy tohoto pokrmu, ale přesto velmi ceněná; milovníkům ryb poskytuje velice zajímavou alternativu ke smaženému vánočnímu kapru.
Jako masa se používají různé druhy masa bez kostí, zejména velkých mořských ryb a také humři, garnely apod. Na rozdíl od masového fondue se však maso nefrituje, ale vnořuje do vroucího bujónu ve speciálních malých košících z kovu. K fondue se podávají mimo bílé veky podobné remulády jako k masné fondue.
Stejným způsobem, tedy ve vývaru, se někdy připravují i ostatní druhy masa.

### Čokoládové fondue
Základem je čokoláda připravená podobně jako čokoládová poleva. Čokoládovou směs lze koupit již hotovou. Do čokolády se namáčejí kousky ovoce.